# Liste des mammifères en Albanie
Pour des articles plus généraux, voir Liste des mammifères en Europe et Faune en Albanie.

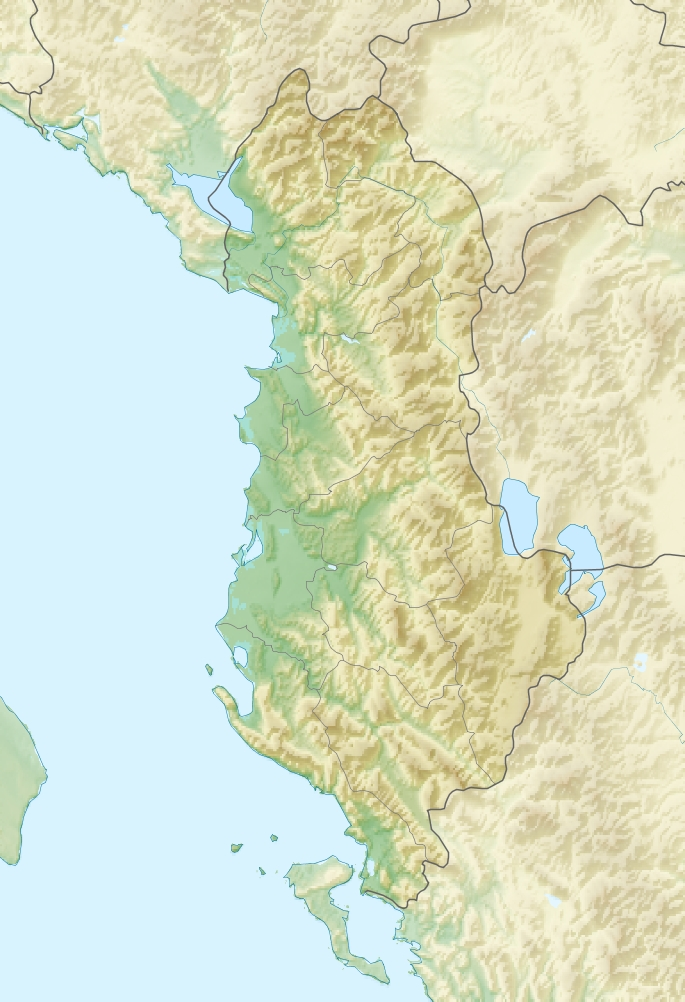
Carte topographique de l'Albanie.

Localisation de l'Albanie en Europe.

Cette liste commentée recense la mammalofaune en Albanie. Elle répertorie les espèces de mammifères albanais actuels et celles qui ont été récemment classifiées comme éteintes (à partir de l'Holocène, depuis donc 11 700 ans av. J.‑C.). Cette liste comporte 108 espèces réparties en neuf ordres et 28 familles, dont deux sont « en danger critique d'extinction », une autre est « en danger », cinq sont « vulnérables », neuf sont « quasi menacées » et trois ont des « données insuffisantes » pour être classées (selon les critères de la liste rouge de l'UICN au niveau mondial).
Elle contient au moins cinq espèces introduites sur ce territoire, qui sont plus ou moins bien acclimatées. Il peut contenir aussi des animaux non reconnus par la liste rouge de l'UICN (un mammifère ici) et ils sont classés en « non évalué » : cela étant dû notamment au manque de données, à des espèces domestiques, disparues ou éteintes avant le XVIe siècle. Il n'existe pas en Albanie d'espèce et de sous-espèce de mammifère endémique.

## Statuts de la liste rouge de l'UICN
Les statuts de conservation utilisés par la liste rouge de l'UICN mondiale sont :
| (EX) | Éteint                  | Il n'y a pas le moindre doute sur le fait que le dernier spécimen recensé est mort.                                                                   |
| (EW) | Éteint à l'état sauvage | L'espèce est connue uniquement en captivité ou en tant que population naturalisée bien en dehors de son ancienne aire de répartition.                 |
| (CR) | En danger critique      | L'espèce risque prochainement de s'éteindre à l'état sauvage.                                                                                         |
| (EN) | En danger               | L'espèce fait face à un très gros risque d'extinction à l'état sauvage.                                                                               |
| (VU) | Vulnérable              | L'espèce fait face à un gros risque d'extinction à l'état sauvage.                                                                                    |
| (NT) | Quasi menacé            | L'espèce ne satisfait pas un ou plusieurs des critères prévus qui permettraient de la catégoriser, mais pourrait risquer de s'éteindre dans le futur. |
| (LC) | Préoccupation mineure   | Il n'y a pas de risque identifiable pour l'espèce. |
| (DD) | Données insuffisantes   | Il n'y a pas d'information adéquate qui permettraient de faire une évaluation des risques pour cette espèce.                                          |
| (NE) | Non évalué              | L'espèce n'a pas encore été confrontée aux critères précédents, n'est pas reconnue par l'UICN ou bien s'est éteinte avant le XVIe siècle.             |

## Ordre:Primates

### Famille:Hominidés
| Nom vulgaire, nom binominal et citation d'auteurs | Nom vulgaire albanais (langue officielle de l'Albanie) | Origine et statut en Albanie | Aire de répartition                    | Statut UICN mondial | Image         |
| ------------------------------------------------- | ------------------------------------------------------ | ---------------------------- | -------------------------------------- | ------------------- | ------------- |
| Homme moderne Homo sapiens Linnaeus, 1758         | Njeriu                                                 | Autochtone,                  | Aire de répartition de l'Homme moderne | [ 2 ]               | Homme moderne |

## Ordre:Lagomorphes

### Famille:Léporidés
| Nom vulgaire, nom binominal et citation d'auteurs       | Nom vulgaire albanais (langue officielle de l'Albanie) | Origine et statut en Albanie | Aire de répartition                     | Statut UICN mondial | Image            |
| ------------------------------------------------------- | ------------------------------------------------------ | ---------------------------- | --------------------------------------- | ------------------- | ---------------- |
| Lièvre d'Europe Lepus europaeus Pallas, 1778            | Lepuri i fushës                                        | Autochtone                   | Aire de répartition du Lièvre d'Europe  | [ 3 ]               | Lièvre d'Europe  |
| Lapin de garenne Oryctolagus cuniculus (Linnaeus, 1758) | — aucun —                                              | Allochtone (Introduit),      | Aire de répartition du Lapin de garenne | [ 4 ]               | Lapin de garenne |

## Ordre:Rodentiens

### Famille:Castoridés
| Nom vulgaire, nom binominal et citation d'auteurs | Nom vulgaire albanais (langue officielle de l'Albanie) | Origine et statut en Albanie | Aire de répartition                     | Statut UICN mondial | Image            |
| ------------------------------------------------- | ------------------------------------------------------ | ---------------------------- | --------------------------------------- | ------------------- | ---------------- |
| Castor d'Eurasie Castor fiber Linnaeus, 1758      | — aucun —                                              | Autochtone (Disparu),        | Aire de répartition du Castor d'Eurasie | [ 6 ]               | Castor d'Eurasie |

### Famille:Myocastoridés
| Nom vulgaire, nom binominal et citation d'auteurs | Nom vulgaire albanais (langue officielle de l'Albanie) | Origine et statut en Albanie | Aire de répartition             | Statut UICN mondial | Image    |
| ------------------------------------------------- | ------------------------------------------------------ | ---------------------------- | ------------------------------- | ------------------- | -------- |
| Ragondin Myocastor coypus (Molina, 1782)          | — aucun —                                              | Allochtone (Introduit)       | Aire de répartition du Ragondin | [ 8 ]               | Ragondin |

### Famille:Cricétidés
| Nom vulgaire, nom binominal et citation d'auteurs                      | Nom vulgaire albanais (langue officielle de l'Albanie) | Origine et statut en Albanie | Aire de répartition                         | Statut UICN mondial | Image                  |
| ---------------------------------------------------------------------- | ------------------------------------------------------ | ---------------------------- | ------------------------------------------- | ------------------- | ---------------------- |
| Campagnol terrestre Arvicola amphibius (Linnaeus, 1758)                | — aucun —                                              | Peut-être autochtone,        | Aire de répartition du Campagnol terrestre  | [ 10 ]              | Campagnol terrestre    |
| Campagnol des neiges Chionomys nivalis (Martins, 1842)                 | — aucun —                                              | Peut-être autochtone         | Aire de répartition du Campagnol des neiges | [ 11 ]              | Campagnol des neiges   |
| Campagnol des champs Microtus arvalis (Pallas, 1778)                   | — aucun —                                              | Peut-être autochtone         | Aire de répartition du Campagnol des champs | [ 12 ]              | Campagnol des champs   |
| Campagnol d'Ondrias Microtus levis Miller, 1908                        | — aucun —                                              | Autochtone                   | Illustration manquante                      | [ 13 ]              | Campagnol d'Ondrias    |
| Campagnol de Felten Microtus felteni Malec & Storch, 1963              | — aucun —                                              | Autochtone                   | Illustration manquante                      | [ 14 ]              | Illustration manquante |
| Campagnol souterrain Microtus subterraneus (de Sélys Longchamps, 1836) | — aucun —                                              | Peut-être autochtone         | Illustration manquante                      | [ 15 ]              | Campagnol souterrain   |
| Campagnol de Thomas Microtus thomasi (Barrett-Hamilton, 1903)          | — aucun —                                              | Autochtone                   | Illustration manquante                      | [ 16 ]              | Illustration manquante |
| Campagnol roussâtre Myodes glareolus Schreber, 1780                    | Miu i fushës                                           | Autochtone                   | Aire de répartition du Campagnol roussâtre  | [ 17 ]              | Campagnol roussâtre    |
| Rat musqué Ondatra zibethicus (Linnaeus, 1766)                         | Miu bizam                                              | Allochtone,                  | Aire de répartition du Rat musqué           | [ 19 ]              | Rat musqué             |
| Campagnol de Martino Dinaromys bogdanovi (Martino, 1922)               | — aucun —                                              | Peut-être autochtone         | Aire de répartition du Campagnol de Martino | [ 20 ]              | Illustration manquante |

### Famille:Muridés
| Nom vulgaire, nom binominal et citation d'auteurs        | Nom vulgaire albanais (langue officielle de l'Albanie) | Origine et statut en Albanie | Aire de répartition                     | Statut UICN mondial | Image                  |
| -------------------------------------------------------- | ------------------------------------------------------ | ---------------------------- | --------------------------------------- | ------------------- | ---------------------- |
| Mulot rayé Apodemus agrarius (Pallas, 1771)              | — aucun —                                              | Peut-être autochtone         | Illustration manquante                  | [ 21 ]              | Mulot rayé             |
| Mulot des Balkans Apodemus epimelas (Nehring, 1902)      | — aucun —                                              | Autochtone                   | Illustration manquante                  | [ 22 ]              | Illustration manquante |
| Mulot à collier Apodemus flavicollis (Melchior, 1834)    | — aucun —                                              | Autochtone                   | Aire de répartition du Mulot à collier  | [ 23 ]              | Mulot à collier        |
| Mulot sylvestre Apodemus sylvaticus (Linnaeus, 1758)     | — aucun —                                              | Autochtone                   | Aire de répartition du Mulot sylvestre  | [ 24 ]              | Mulot sylvestre        |
| Rat des moissons Micromys minutus (Pallas, 1771)         | — aucun —                                              | Autochtone                   | Aire de répartition du Rat des moissons | [ 25 ]              | Rat des moissons       |
| Souris de Macédoine Mus macedonicus Petrov & Ruzic, 1983 | — aucun —                                              | Autochtone                   | Illustration manquante                  | [ 26 ]              | Illustration manquante |
| Souris grise Mus musculus Linnaeus, 1758                 | Miut e zakonshme                                       | Allochtone (Introduit),      | Aire de répartition de la Souris grise  | [ 27 ]              | Souris grise           |
| Souris des steppes Mus spicilegus Petényi, 1882          | — aucun —                                              | Autochtone                   | Illustration manquante                  | [ 29 ]              | Illustration manquante |
| Rat surmulot Rattus norvegicus (Berkenhout, 1769)        | — aucun —                                              | Allochtone (Introduit)       | Aire de répartition du Rat surmulot     | [ 30 ]              | Rat surmulot           |
| Rat noir Rattus rattus (Linnaeus, 1758)                  | — aucun —                                              | Allochtone (Introduit)       | Aire de répartition du Rat noir         | [ 31 ]              | Rat noir               |

### Famille:Spalacidés
| Nom vulgaire, nom binominal et citation d'auteurs | Nom vulgaire albanais (langue officielle de l'Albanie) | Origine et statut en Albanie | Aire de répartition                      | Statut UICN mondial | Image             |
| ------------------------------------------------- | ------------------------------------------------------ | ---------------------------- | ---------------------------------------- | ------------------- | ----------------- |
| Spalax occidental Spalax leucodon Nordmann, 1840  | — aucun —                                              | Peut-être autochtone         | Aire de répartition du Spalax occidental | [ 32 ]              | Spalax occidental |

### Famille:Gliridés
| Nom vulgaire, nom binominal et citation d'auteurs   | Nom vulgaire albanais (langue officielle de l'Albanie) | Origine et statut en Albanie | Aire de répartition                 | Statut UICN mondial | Image          |
| --------------------------------------------------- | ------------------------------------------------------ | ---------------------------- | ----------------------------------- | ------------------- | -------------- |
| Loir gris Glis glis Linnaeus, 1766                  | Gjeri i rëndomtë                                       | Autochtone                   | Aire de répartition du Loir gris    | [ 33 ]              | Loir gris      |
| Lérotin commun Dryomys nitedula (Pallas, 1778)      | — aucun —                                              | Autochtone                   | Illustration manquante              | [ 34 ]              | Lérotin commun |
| Lérot commun Eliomys quercinus (Linnaeus, 1766)     | — aucun —                                              | Peut-être autochtone         | Aire de répartition du Lérot commun | [ 35 ]              | Lérot commun   |
| Muscardin Muscardinus avellanarius (Linnaeus, 1758) | — aucun —                                              | Autochtone                   | Aire de répartition du Muscardin    | [ 36 ]              | Muscardin      |

### Famille:Sciuridés
| Nom vulgaire, nom binominal et citation d'auteurs       | Nom vulgaire albanais (langue officielle de l'Albanie) | Origine et statut en Albanie | Aire de répartition                     | Statut UICN mondial | Image            |
| ------------------------------------------------------- | ------------------------------------------------------ | ---------------------------- | --------------------------------------- | ------------------- | ---------------- |
| Écureuil roux Sciurus vulgaris Linnaeus, 1758           | Ketri                                                  | Autochtone                   | Aire de répartition de l'Écureuil roux  | [ 37 ]              | Écureuil roux    |
| Souslik d'Europe Spermophilus citellus (Linnaeus, 1766) | — aucun —                                              | Peut-être autochtone,        | Aire de répartition du Souslik d'Europe | [ 38 ]              | Souslik d'Europe |

## Ordre:Érinacéomorphes

### Famille:Érinacéidés
| Nom vulgaire, nom binominal et citation d'auteurs                | Nom vulgaire albanais (langue officielle de l'Albanie) | Origine et statut en Albanie | Aire de répartition                         | Statut UICN mondial | Image                |
| ---------------------------------------------------------------- | ------------------------------------------------------ | ---------------------------- | ------------------------------------------- | ------------------- | -------------------- |
| Hérisson des Balkans Erinaceus roumanicus Barrett-Hamilton, 1900 | Iriqi gjoks bardhë-verior                              | Autochtone                   | Aire de répartition du Hérisson des Balkans | [ 39 ]              | Hérisson des Balkans |

## Ordre:Soricomorphes

### Famille:Soricidés
| Nom vulgaire, nom binominal et citation d'auteurs         | Nom vulgaire albanais (langue officielle de l'Albanie) | Origine et statut en Albanie | Aire de répartition                             | Statut UICN mondial | Image                 |
| --------------------------------------------------------- | ------------------------------------------------------ | ---------------------------- | ----------------------------------------------- | ------------------- | --------------------- |
| Crocidure leucode Crocidura leucodon (Hermann, 1780)      | — aucun —                                              | Autochtone                   | Aire de répartition de la Crocidure leucode     | [ 40 ]              | Crocidure leucode     |
| Crocidure des jardins Crocidura suaveolens (Pallas, 1811) | — aucun —                                              | Autochtone                   | Aire de répartition de la Crocidure des jardins | [ 41 ]              | Crocidure des jardins |
| Pachyure étrusque Suncus etruscus (Savi, 1822)            | — aucun —                                              | Autochtone                   | Aire de répartition du Pachyure étrusque        | [ 42 ]              | Pachyure étrusque     |
| Crossope de Miller Neomys anomalus Cabrera, 1907          | — aucun —                                              | Autochtone                   | Aire de répartition de la Crossope de Miller    | [ 43 ]              | Crossope de Miller    |
| Crossope aquatique Neomys fodiens (Pennant, 1771)         | — aucun —                                              | Peut-être autochtone         | Aire de répartition de la Crossope aquatique    | [ 44 ]              | Crossope aquatique    |
| Musaraigne alpine Sorex alpinus Schinz, 1837              | — aucun —                                              | Peut-être autochtone         | Aire de répartition de la Musaraigne alpine     | [ 45 ]              | Musaraigne alpine     |
| Musaraigne carrelet Sorex araneus Linnaeus, 1758          | — aucun —                                              | Peut-être autochtone         | Aire de répartition de la Musaraigne carrelet   | [ 46 ]              | Musaraigne carrelet   |
| Musaraigne pygmée Sorex minutus Linnaeus, 1766            | — aucun —                                              | Peut-être autochtone         | Aire de répartition de la Musaraigne pygmée     | [ 47 ]              | Musaraigne pygmée     |

### Famille:Talpidés
| Nom vulgaire, nom binominal et citation d'auteurs                | Nom vulgaire albanais (langue officielle de l'Albanie) | Origine et statut en Albanie | Aire de répartition                         | Statut UICN mondial | Image                  |
| ---------------------------------------------------------------- | ------------------------------------------------------ | ---------------------------- | ------------------------------------------- | ------------------- | ---------------------- |
| Taupe aveugle Talpa caeca Savi, 1822                             | Urithi i verbër                                        | Autochtone                   | Aire de répartition de la Taupe aveugle     | [ 48 ]              | Taupe aveugle          |
| Taupe d'Europe Talpa europaea Linnaeus, 1758                     | — aucun —                                              | Peut-être autochtone         | Aire de répartition de la Taupe d'Europe    | [ 49 ]              | Taupe d'Europe         |
| Taupe des Balkans Talpa stankovici V. Martino & E. Martino, 1931 | — aucun —                                              | Autochtone                   | Aire de répartition de la Taupe des Balkans | [ 50 ]              | Illustration manquante |

## Ordre:Chiroptères

### Famille:Molossidés
| Nom vulgaire, nom binominal et citation d'auteurs       | Nom vulgaire albanais (langue officielle de l'Albanie) | Origine et statut en Albanie | Aire de répartition                       | Statut UICN mondial | Image              |
| ------------------------------------------------------- | ------------------------------------------------------ | ---------------------------- | ----------------------------------------- | ------------------- | ------------------ |
| Molosse de Cestoni Tadarida teniotis (Rafinesque, 1814) | Lakuriq nate bishtlirë                                 | Autochtone                   | Aire de répartition du Molosse de Cestoni | [ 51 ]              | Molosse de Cestoni |

### Famille:Rhinolophidés
| Nom vulgaire, nom binominal et citation d'auteurs           | Nom vulgaire albanais (langue officielle de l'Albanie) | Origine et statut en Albanie | Aire de répartition                          | Statut UICN mondial | Image                 |
| ----------------------------------------------------------- | ------------------------------------------------------ | ---------------------------- | -------------------------------------------- | ------------------- | --------------------- |
| Rhinolophe de Blasius Rhinolophus blasii Peters, 1866       | Lakuriq nate hundëpatkua i Blasius-it                  | Autochtone                   | Aire de répartition du Rhinolophe de Blasius | [ 52 ]              | Rhinolophe de Blasius |
| Rhinolophe euryale Rhinolophus euryale Blasius, 1853        | Lakuriq nate hundëpatkua i Mesdheut                    | Autochtone                   | Aire de répartition du Rhinolophe euryale    | [ 53 ]              | Rhinolophe euryale    |
| Grand Rhinolophe Rhinolophus ferrumequinum (Schreber, 1774) | Lakuriq nate hundëpatkua i madh                        | Autochtone                   | Aire de répartition du Grand Rhinolophe      | [ 54 ]              | Grand Rhinolophe      |
| Petit Rhinolophe Rhinolophus hipposideros (Bechstein, 1800) | Lakuriq nate hundpatkua i vogël                        | Autochtone                   | Aire de répartition du Petit Rhinolophe      | [ 55 ]              | Petit Rhinolophe      |
| Rhinolophe de Méhely Rhinolophus mehelyi Matschie, 1901     | Lakuriq nate hundëpatkua i Mehely-it                   | Autochtone                   | Aire de répartition du Rhinolophe de Méhely  | [ 57 ]              | Rhinolophe de Méhely  |

### Famille:Minioptéridés
| Nom vulgaire, nom binominal et citation d'auteurs              | Nom vulgaire albanais (langue officielle de l'Albanie) | Origine et statut en Albanie | Aire de répartition                             | Statut UICN mondial | Image                    |
| -------------------------------------------------------------- | ------------------------------------------------------ | ---------------------------- | ----------------------------------------------- | ------------------- | ------------------------ |
| Minioptère de Schreibers Miniopterus schreibersii (Kuhl, 1817) | Miniopteri i Schreibers-it                             | Autochtone                   | Aire de répartition du Minioptère de Schreibers | [ 58 ]              | Minioptère de Schreibers |

### Famille:Vespertilionidés
| Nom vulgaire, nom binominal et citation d'auteurs                           | Nom vulgaire albanais (langue officielle de l'Albanie) | Origine et statut en Albanie | Aire de répartition                                | Statut UICN mondial | Image                       |
| --------------------------------------------------------------------------- | ------------------------------------------------------ | ---------------------------- | -------------------------------------------------- | ------------------- | --------------------------- |
| Murin d'Alcathoé Myotis alcathoe von Helversen & Heller, 2001               | Lakuriq nate i Alkatoe-s                               | Autochtone                   | Aire de répartition du Murin d'Alcathoé            | [ 59 ]              | Murin d'Alcathoé            |
| Murin doré Myotis aurascens Kuzjakin, 1935                                  | Lakuriq nate me mustaqe i stepës                       | Peut-être autochtone,        | Aire de répartition du Murin doré                  | [ 60 ]              | Illustration manquante      |
| Murin de Bechstein Myotis bechsteinii (Kuhl, 1817)                          | Lakuriq nate i Bechsteini-it                           | Autochtone                   | Aire de répartition du Murin de Bechstein          | [ 61 ]              | Murin de Bechstein          |
| Petit Murin Myotis blythii (Tomes, 1857)                                    | Lakuriq nate veshmiu i vogël                           | Autochtone,                  | Aire de répartition du Petit Murin                 | [ 62 ]              | Petit Murin                 |
| Murin de Brandt Myotis brandtii (Eversmann, 1845)                           | Lakuriq nate i Brandt-it                               | Autochtone                   | Aire de répartition du Murin de Brandt             | [ 63 ]              | Murin de Brandt             |
| Murin de Capaccini Myotis capaccinii (Bonaparte, 1837)                      | Lakuriq nate gishtgjatë                                | Autochtone                   | Aire de répartition du Murin de Capaccini          | [ 64 ]              | Murin de Capaccini          |
| Murin de Daubenton Myotis daubentonii (Kuhl, 1817)                          | Lakuriq nate i Daubenton-it                            | Autochtone                   | Aire de répartition du Murin de Daubenton          | [ 65 ]              | Murin de Daubenton          |
| Murin à oreilles échancrées Myotis emarginatus (É. Geoffroy, 1806)          | Lakuriq nate i Geoffroy-it                             | Autochtone                   | Aire de répartition du Murin à oreilles échancrées | [ 66 ]              | Murin à oreilles échancrées |
| Grand Murin Myotis myotis (Borkhausen, 1797)                                | Lakuriq nate veshmiu i madh                            | Autochtone                   | Aire de répartition du Grand Murin                 | [ 67 ]              | Grand Murin                 |
| Murin à moustaches Myotis mystacinus (Kuhl, 1817)                           | Lakuriq nate me mustaqe                                | Autochtone                   | Aire de répartition du Murin à moustaches          | [ 68 ]              | Murin à moustaches          |
| Murin de Natterer Myotis nattereri (Kuhl, 1817)                             | Lakuriq nate i Natterer-it                             | Autochtone                   | Aire de répartition du Murin de Natterer           | [ 69 ]              | Murin de Natterer           |
| Sérotine commune Eptesicus serotinus (Schreber, 1774)                       | Serotinë e zakonshme                                   | Autochtone                   | Aire de répartition de la Sérotine commune         | [ 70 ]              | Sérotine commune            |
| Grande Noctule Nyctalus lasiopterus (Schreber, 1780)                        | Noktulë gjigante                                       | Autochtone                   | Aire de répartition de la Grande Noctule           | [ 71 ]              | Grande Noctule              |
| Noctule de Leisler Nyctalus leisleri (Kuhl, 1817)                           | Noktulë e Leisler-it                                   | Autochtone                   | Aire de répartition de la Noctule de Leisler       | [ 72 ]              | Noctule de Leisler          |
| Noctule commune Nyctalus noctula (Schreber, 1774)                           | Noktulë e zakonshme                                    | Autochtone                   | Aire de répartition de la Noctule commune          | [ 73 ]              | Noctule commune             |
| Pipistrelle de Kuhl Pipistrellus kuhlii (Kuhl, 1817)                        | Pipistrel i Kuhl-it                                    | Autochtone                   | Aire de répartition de la Pipistrelle de Kuhl      | [ 74 ]              | Pipistrelle de Kuhl         |
| Pipistrelle de Nathusius Pipistrellus nathusii (Keyserling & Blasius, 1839) | Pipistrel i Nathusi-it                                 | Autochtone                   | Aire de répartition de la Pipistrelle de Nathusius | [ 75 ]              | Pipistrelle de Nathusius    |
| Pipistrelle commune Pipistrellus pipistrellus (Schreber, 1774)              | Pipistrel i zakonshëm                                  | Autochtone                   | Aire de répartition de la Pipistrelle commune      | [ 76 ]              | Pipistrelle commune         |
| Pipistrelle pygmée Pipistrellus pygmaeus (Leach, 1825)                      | Pipistrel xhuxh                                        | Autochtone                   | Aire de répartition de la Pipistrelle pygmée       | [ 77 ]              | Pipistrelle pygmée          |
| Barbastelle d'Europe Barbastella barbastellus (Schreber, 1774)              | Barbastela e zakonshme                                 | Autochtone                   | Aire de répartition de la Barbastelle d'Europe     | [ 78 ]              | Barbastelle d'Europe        |
| Oreillard roux Plecotus auritus (Linnaeus, 1758)                            | Lakuriq nate veshgjatë i zakonshëm                     | Autochtone                   | Aire de répartition de l'Oreillard roux            | [ 79 ]              | Oreillard roux              |
| Oreillard gris Plecotus austriacus (J. Fischer, 1829)                       | Lakuriq nate veshgjate i hirtë                         | Autochtone                   | Aire de répartition de l'Oreillard gris            | [ 80 ]              | Oreillard gris              |
| Oreillard des Balkans Plecotus kolombatovici Dulic, 1980                    | Lakuriq nate veshgjatë i Ballkanit                     | Autochtone                   | Illustration manquante                             | [ 81 ]              | Illustration manquante      |
| Oreillard montagnard Plecotus macrobullaris Kuzjakin, 1965                  | Lakuriq nate veshgjatë alpin                           | Autochtone                   | Aire de répartition de l'Oreillard montagnard      | [ 82 ]              | Oreillard montagnard        |
| Vespère de Savi Hypsugo savii (Bonaparte, 1837)                             | Pipistrel i Savi-it                                    | Autochtone                   | Aire de répartition de la Vespère de Savi          | [ 83 ]              | Vespère de Savi             |
| Sérotine bicolore Vespertilio murinus Linnaeus, 1758                        | Lakuriq nate dyngjyrësh                                | Autochtone                   | Aire de répartition de la Sérotine bicolore        | [ 84 ]              | Sérotine bicolore           |

## Ordre:Cétacés

### Famille:Balænoptéridés
| Nom vulgaire, nom binominal et citation d'auteurs     | Nom vulgaire albanais (langue officielle de l'Albanie) | Origine et statut en Albanie | Aire de répartition                   | Statut UICN mondial | Image          |
| ----------------------------------------------------- | ------------------------------------------------------ | ---------------------------- | ------------------------------------- | ------------------- | -------------- |
| Rorqual commun Balaenoptera physalus (Linnaeus, 1758) | Balena kokëmadhe                                       | Peut-être autochtone         | Aire de répartition du Rorqual commun | [ 86 ]              | Rorqual commun |

### Famille:Delphinidés
| Nom vulgaire, nom binominal et citation d'auteurs         | Nom vulgaire albanais (langue officielle de l'Albanie) | Origine et statut en Albanie | Aire de répartition                          | Statut UICN mondial | Image                 |
| --------------------------------------------------------- | ------------------------------------------------------ | ---------------------------- | -------------------------------------------- | ------------------- | --------------------- |
| Dauphin commun Delphinus delphis Linnaeus, 1758           | Delfini i zakonshëm                                    | Peut-être autochtone         | Aire de répartition du Dauphin commun        | [ 87 ]              | Dauphin commun        |
| Globicéphale noir Globicephala melas (Traill, 1809)       | — aucun —                                              | Peut-être autochtone         | Aire de répartition du Globicéphale noir     | [ 88 ]              | Globicéphale noir     |
| Dauphin de Risso Grampus griseus (G. Cuvier, 1812)        | — aucun —                                              | Peut-être autochtone         | Aire de répartition du Dauphin de Risso      | [ 89 ]              | Dauphin de Risso      |
| Dauphin bleu et blanc Stenella coeruleoalba (Meyen, 1833) | Delfini me shirita                                     | Autochtone                   | Aire de répartition du Dauphin bleu et blanc | [ 90 ]              | Dauphin bleu et blanc |
| Sténo Steno bredanensis (G. Cuvier in Lesson, 1828)       | — aucun —                                              | Peut-être autochtone         | Aire de répartition du Sténo                 | [ 91 ]              | Sténo                 |
| Grand Dauphin commun Tursiops truncatus (Montagu, 1821)   | Delfini hundëshishe                                    | Peut-être autochtone         | Aire de répartition du Grand Dauphin commun  | [ 92 ]              | Grand Dauphin commun  |

### Famille:Physétéridés
| Nom vulgaire, nom binominal et citation d'auteurs    | Nom vulgaire albanais (langue officielle de l'Albanie) | Origine et statut en Albanie | Aire de répartition                   | Statut UICN mondial | Image          |
| ---------------------------------------------------- | ------------------------------------------------------ | ---------------------------- | ------------------------------------- | ------------------- | -------------- |
| Grand Cachalot Physeter macrocephalus Linnaeus, 1758 | Kashaloti                                              | Autochtone                   | Aire de répartition du Grand Cachalot | [ 93 ]              | Grand Cachalot |

### Famille:Ziphiidés
| Nom vulgaire, nom binominal et citation d'auteurs           | Nom vulgaire albanais (langue officielle de l'Albanie) | Origine et statut en Albanie | Aire de répartition                               | Statut UICN mondial | Image                   |
| ----------------------------------------------------------- | ------------------------------------------------------ | ---------------------------- | ------------------------------------------------- | ------------------- | ----------------------- |
| Baleine à bec de Cuvier Ziphius cavirostris G. Cuvier, 1823 | Balena me sqep e Kuvierit                              | Autochtone                   | Aire de répartition de la Baleine à bec de Cuvier | [ 94 ]              | Baleine à bec de Cuvier |

## Ordre:Artiodactyles

### Famille:Bovidés
| Nom vulgaire, nom binominal et citation d'auteurs | Nom vulgaire albanais (langue officielle de l'Albanie) | Origine et statut en Albanie | Aire de répartition                        | Statut UICN mondial | Image               |
| ------------------------------------------------- | ------------------------------------------------------ | ---------------------------- | ------------------------------------------ | ------------------- | ------------------- |
| Bison d'Europe Bison bonasus Linnaeus, 1758       | Bizoni europian                                        | Autochtone (Disparu)         |                                            | [ 96 ]              |                     |
| Taurin Bos taurus Linnaeus, 1758                  | Lopa                                                   | Autochtone (Disparu)         | Aire de répartition du Taurin              | (NE)                |                     |
| Bouquetin des Alpes Capra ibex Linnaeus, 1758     | Dhi e egër                                             | Autochtone (Disparu)         | Aire de répartition du Bouquetin des Alpes | [ 98 ]              | Bouquetin des Alpes |
| Chamois Rupicapra rupicapra (Linnaeus, 1758)      | Dhia e egër                                            | Autochtone                   | Aire de répartition du Chamois             | [ 99 ]              | Chamois             |

### Famille:Cervidés
| Nom vulgaire, nom binominal et citation d'auteurs       | Nom vulgaire albanais (langue officielle de l'Albanie) | Origine et statut en Albanie | Aire de répartition                       | Statut UICN mondial | Image              |
| ------------------------------------------------------- | ------------------------------------------------------ | ---------------------------- | ----------------------------------------- | ------------------- | ------------------ |
| Chevreuil européen Capreolus capreolus (Linnaeus, 1758) | Kaprolli                                               | Autochtone                   | Aire de répartition du Chevreuil européen | [ 100 ]             | Chevreuil européen |
| Cerf élaphe Cervus elaphus Linnaeus, 1758               | Dreri i rëndomtë                                       | Autochtone (Disparu)         | Aire de répartition du Cerf élaphe        | [ 101 ]             | Cerf élaphe        |
| Daim européen Dama dama (Linnaeus, 1758)                | Dreri lopatar                                          | Peut-être autochtone         | Aire de répartition du Daim européen      | [ 102 ]             | Daim européen      |

### Famille:Suidés
| Nom vulgaire, nom binominal et citation d'auteurs | Nom vulgaire albanais (langue officielle de l'Albanie) | Origine et statut en Albanie | Aire de répartition                       | Statut UICN mondial | Image              |
| ------------------------------------------------- | ------------------------------------------------------ | ---------------------------- | ----------------------------------------- | ------------------- | ------------------ |
| Sanglier d'Eurasie Sus scrofa Linnaeus, 1758      | Derri i egër                                           | Autochtone                   | Aire de répartition du Sanglier d'Eurasie | [ 103 ]             | Sanglier d'Eurasie |

## Ordre:Carnivores

### Famille:Canidés
| Nom vulgaire, nom binominal et citation d'auteurs | Nom vulgaire albanais (langue officielle de l'Albanie) | Origine et statut en Albanie | Aire de répartition                | Statut UICN mondial | Image       |
| ------------------------------------------------- | ------------------------------------------------------ | ---------------------------- | ---------------------------------- | ------------------- | ----------- |
| Chacal doré Canis aureus Linnaeus, 1758           | Çakalli                                                | Allochtone,ou autochtone     | Aire de répartition du Chacal doré | [ 107 ]             |             |
| Loup gris Canis lupus Linnaeus, 1758              | Ujku                                                   | Autochtone                   | Aire de répartition du Loup gris   | [ 108 ]             | Loup gris   |
| Renard roux Vulpes vulpes (Linnaeus, 1758)        | Dhelpra                                                | Autochtone                   | Aire de répartition du Renard roux | [ 109 ]             | Renard roux |

### Famille:Ursidés
| Nom vulgaire, nom binominal et citation d'auteurs | Nom vulgaire albanais (langue officielle de l'Albanie) | Origine et statut en Albanie | Aire de répartition                | Statut UICN mondial | Image     |
| ------------------------------------------------- | ------------------------------------------------------ | ---------------------------- | ---------------------------------- | ------------------- | --------- |
| Ours brun Ursus arctos Linnaeus, 1758             | Ariu i murrmë                                          | Autochtone                   | Aire de répartition de l'Ours brun | [ 110 ]             | Ours brun |

### Famille:Mustélidés
| Nom vulgaire, nom binominal et citation d'auteurs   | Nom vulgaire albanais (langue officielle de l'Albanie) | Origine et statut en Albanie | Aire de répartition                        | Statut UICN mondial | Image             |
| --------------------------------------------------- | ------------------------------------------------------ | ---------------------------- | ------------------------------------------ | ------------------- | ----------------- |
| Loutre d'Europe Lutra lutra (Linnaeus, 1758)        | Lundërza                                               | Autochtone                   | Aire de répartition de la Loutre d'Europe  | [ 111 ]             | Loutre d'Europe   |
| Fouine Martes foina (Erxleben, 1777)                | Shqarthi                                               | Autochtone                   | Aire de répartition de la Fouine           | [ 112 ]             | Fouine            |
| Martre des pins Martes martes (Linnaeus, 1758)      | Zardafi                                                | Autochtone                   | Aire de répartition de la Martre des pins  | [ 113 ]             | Martre des pins   |
| Blaireau européen Meles meles (Linnaeus, 1758)      | Vjedulla                                               | Autochtone                   | Aire de répartition du Blaireau européen   | [ 114 ]             | Blaireau européen |
| Hermine Mustela erminea Linnaeus, 1758              | Bukla e madhe                                          | Autochtone                   | Aire de répartition de l'Hermine           | [ 115 ]             | Hermine           |
| Belette d'Europe Mustela nivalis Linnaeus, 1766     | Nuselala                                               | Autochtone                   | Aire de répartition de la Belette d'Europe | [ 116 ]             | Belette d'Europe  |
| Putois d'Europe Mustela putorius Linnaeus, 1758     | Qelbësi i zakonshëm                                    | Autochtone                   | Aire de répartition du Putois d'Europe     | [ 117 ]             | Putois d'Europe   |
| Putois marbré Vormela peregusna (Güldenstädt, 1770) | — aucun —                                              | Peut-être autochtone         | Aire de répartition du Putois marbré       | [ 119 ]             | Putois marbré     |

### Famille:Phocidés
| Nom vulgaire, nom binominal et citation d'auteurs              | Nom vulgaire albanais (langue officielle de l'Albanie) | Origine et statut en Albanie          | Aire de répartition                                 | Statut UICN mondial | Image                        |
| -------------------------------------------------------------- | ------------------------------------------------------ | ------------------------------------- | --------------------------------------------------- | ------------------- | ---------------------------- |
| Phoque moine de Méditerranée Monachus monachus (Hermann, 1779) | Foka e Mesdheut                                        | Autochtone (Disparu, puis erratique), | Aire de répartition du Phoque moine de Méditerranée | [ 121 ]             | Phoque moine de Méditerranée |

### Famille:Félidés
| Nom vulgaire, nom binominal et citation d'auteurs   | Nom vulgaire albanais (langue officielle de l'Albanie) | Origine et statut en Albanie | Aire de répartition                 | Statut UICN mondial | Image            |
| --------------------------------------------------- | ------------------------------------------------------ | ---------------------------- | ----------------------------------- | ------------------- | ---------------- |
| Chat sauvage Felis silvestris Schreber, 1777        | Macja e egër                                           | Autochtone                   | Aire de répartition du Chat sauvage | [ 122 ]             | Chat sauvage     |
| Lynx des Balkans Lynx lynx balcanicus (Bures, 1941) | Rrëqebulli ballkanik                                   | Autochtone                   | Illustration manquante              | [ 123 ]             | Lynx des Balkans |